# ダッジ・ダコタ
ダコタ（Dakota ）は、クライスラーがダッジブランドで販売していた、ミッドサイズピックアップトラックである。ミッドサイズの中では大型のボディを持ち、唯一V8エンジンをラインナップに持つ。これはかつて、ダコタよりも小さなピックアップトラックのダッジ・ラム50があったためである。

## 初代（1986年 - 1996年）
三菱・フォルテのダッジブランド版であるダッジ・ラム50よりも一回り大きなサイズで、フォード・レンジャー、シボレー・S-10などに対抗するピックアップトラックとして、1987年モデルで登場。ライバルよりもやや大型のエンジンをラインナップに持っていた。

## 2代目（1996年 - 2004年）
この代で、下位車種のダッジ・ラム50の後継車となった。上級車種のダッジ・ラムを小さくしたようなスタイルで登場。4ドアのクラブキャブやクワッドキャブも登場。2000年に、北米カー・オブ・ザ・イヤーのトラック部門を受賞。

## 3代目（2004年 - 2012年）
3代目ラムと同様、大型で攻撃的なフロントグリルを持つ。ボディもさらに大型化され、直4モデルが消滅した。この代からは三菱自動車工業にレイダーとして、OEM供給されている。2008年モデルでフェイスリフト。